# دودة حاسوب
دودة الحاسوب (بالإنجليزية: Computer worm)‏ هي برامج صغيرة قائمة بذاتها غير معتمدة على غيرها صنعت للقيام بأعمال تدميرية أو لغرض سرقة بعض البيانات الخاصة ببعض المستخدمين أثناء تصفحهم للإنترنت أو إلحاق الضرر بهم أو بالمتصلين بهم، تمتاز بسرعة الانتشار ويصعب التخلص منها نظراً لقدرتها الفائقة على التلون والتناسخ والمراوغة.

## آلية عملها
تصيب الدودة الحواسيب الموصولة بالشبكة بشكل أوتوماتيكي، ومن غير تدخل الإنسان وهذا الأمر يجعلها تنتشر بشكل أوسع وأسرع عن الفيروسات. الفرق بينهم هو أن الديدان لا تقوم بحذف أو تغيير الملفات بل تقوم باستهلاك موارد الجهاز واستخدام الذاكرة بشكل فظيع مما يؤدي إلى بطء ملحوظ جدًا للجهاز والاتصال بالشبكة.
تختلف الديدان في عملها من نوع لآخر، فبعضها يقوم بالتناسخ داخل الجهاز إلى أعداد هائلة، بينما نجد بعضها يتخصص في البريد الإلكتروني بحيث تقوم بإرسال نفسها برسائل إلى جميع الموجودين بدفتر العناوين، بل أن البعض منها يقوم بإرسال رسائل قذرة لعددٍ عشوائي من المقيدين بسجل العناوين باسم مالك البريد مما يوقعه بالكثير من الحرج.

## خطورتها
تكمن خطورة الديدان باستقلاليتها وعدم اعتمادها على برامج أخرى تلتحق بها مما يعطيها حرية كاملة في الانتشار السريع، وبلا شك في أن هناك أنواعا منها غاية في الخطورة، حتى أصبح بعضها كابوساً مرعباً يلازم كل مستخدم للشبكة، كدودة Tanatos الشهيرة التي ظهرت خلال شهر أكتوبر 2002م وانتشرت انتشار النار بالهشيم وخلفت ورائها آثاراً تدميرية هائلة.

## أنواعها
- ديدان البريد

وتكون مرفقة في محتوى الرسالة وأغلب الأنواع من هذه الديدان تتطلب من المستخدم أن يقوم بفتح الملف المرفق لكي تصيب الجهاز وأنواع أخرى تكون تحتوي على رابط خارجي وبعد أن تصيب الجهاز تقوم بإرسال نسخ منها إلى جميع المضافين في القائمة البريدية باستعمال بروتوكول إرسال البريد البسيط.
- ديدان المراسلة الفورية

وهذا النوع من الديدان يقوم باستخدام أحد برامج المراسلة الفورية للانتشار وذلك عن طريق إرسال الرسائل إلى جميع المتواجدين.
- ديدان أي ار سي (IRC)

وتقوم بالانتشار عن طريق نسخ نفسها في القنوات في حالة الدردشة باستعمال بروتوكول إي آر سي وإرسال روابط إلى العنوان المصاب بالدودة.
- ديدان برامج مشاركة الملفات

وتنتشر عن طريق وضع نفسها في مجلدات المشاركة حتى تنتشر بين المستخدمين الآخرين في حالة تحميل الملفات عن طريق برنامج بيتلورد.
- ديدان الإنترنت

وتقوم بالانتقال عن طريق بروتوكول حزمة بروتوكولات الإنترنت مباشرة دون الحاجة إلى مستوى أعلى مثل البريد الإلكتروني أو برامج تشارك ملفات، ومن الأمثلة عليها هو دودة بلاستر التي تقوم عشوائيا بالانتشار عن طريق البحث عن عناوين يكون المنفذ رقم 135 مفتوحا لتقوم باستغلاله وإصابة جهاز الضحية.

## سبل الوقاية منها
من المعلوم أن أشهر وسائل انتشار الديدان هو عن طريق الرسائل الإلكترونية المفخخة، والتي عادة ما تكون عناوين هذه الرسائل جذاباً كدعوة لمشاهدة صور أحد النجوم أو المشاهير، لذلك يجب الحذر حتى وإن كانت الرسائل من مصدر معروف لأن بعض الديدان تقوم بإرسال نفسها من أي بريد لجميع الإيميلات المضافة بدفتر العناوين فلذا فلتكن حذرا ولا تفتح أي رسالة إلا بعد التأكد تماما من أنها خالية من أي ضرر. وأيضًا، فإنه من المهم تحديث نسخ النظام المستخدم في الجهاز كي يتم تجنب الديدان.